# Knut Wold
Knut Wold (28 de junio de 1933-19 de enero de 2020) fue un deportista noruego que compitió en biatlón. Ganó dos medallas de bronce en el Campeonato Mundial de Biatlón, en los años 1958 y 1959.

## Palmarés internacional
| Campeonato Mundial | Campeonato Mundial   | Campeonato Mundial | Campeonato Mundial |
| Año                | Lugar                | Medalla            | Prueba             |
| ------------------ | -------------------- | ------------------ | ------------------ |
| 1958               | Saalfelden (Austria) | Medalla de bronce  | Equipo             |
| 1959               | Courmayeur (Francia) | Medalla de bronce  | Equipo             |